# Pease River
La Pease River est une rivière du Texas, aux États-Unis, affluent de la rivière Rouge et donc sous-affluent du Mississippi.
Elle est formée par la confluence de la North Pease River, la Middle Pease River et la Tongue River (aussi appelée South Pease River), à une trentaine de kilomètres au nord-est de Paducah. Elle s'écoule ensuite vers l'est sur 160 km environ avant de se jeter dans la rivière Rouge au nord de Vernon.
Elle fut découverte et cartographiée pour la première fois en 1856 par Jacob De Cordova (en) au cours d'une expédition pour la Galveston, Houston and Henderson Railroad Company et fut nommée en l'honneur d'Elisha Pease, gouverneur du Texas.